# Marie Brockmann-Jerosch
Marie Charlotte Brockmann-Jerosch (Lissabon, 24 april 1877 - Zürich, 14 november 1952) was een Zwitserse botanica.

## Biografie
Marie Brockmann-Jerosch doctoreerde in 1905 aan de Universiteit van Zürich met het proefschrift Die Querstörungen im mittleren Teil des Säntisgebirges. Als botanica was ze een experte in Alpenflora en fylogeografie. Ze huwde Heinrich Brockmann-Jerosch, met wie ze in 1913 deelnam aan de International Phytogeographic Excursion, een twee maanden durende tocht van internationale wetenschappers doorheen de Verenigde Staten ten bate van het onderzoek naar de Noord-Amerikaanse biogeografie.

## Werken
- (de)  Die Querstörungen im mittleren Teil des Säntisgebirges, 1905.